# Petr Korbel
Pour les articles homonymes, voir Korbel.
Petr Korbel (né le 6 juin 1971) est un pongiste tchèque qui a participé à cinq reprises aux Jeux olympiques entre 1992 et 2008. Sa meilleure performance est une place de 4e lors de jeux olympiques de 1996 où il perd contre Jörg Roßkopf pour la médaille de bronze.
Il a remporté l'Open du Danemark ITTF en double en 2004. Son meilleur classement est no 16 mondial.